# EchoStar T1
EchoStar T1 (vormals TerreStar-1) ist ein kommerzieller Kommunikationssatellit, der vom US-amerikanischen Satellitenbetreiber EchoStar betrieben wird.

## Missionsverlauf
Der von Space Systems/Loral im Auftrag der Terrestar Networks Inc. entwickelte Satellit TerreStar-1 wurde am 1. Juli 2009 von einer Ariane 5 ECA vom Startplatz ELA-3 in Kourou in eine geostationäre Transferbahn zwischen 250 und 35.941 km Höhe mit 6,01° Inklination gebracht. Danach wurde er in der geostationären Umlaufbahn bei 111° West positioniert.
Der Satellit war mit einer Startmasse von 6902 kg beim Startzeitpunkt der schwerste geostationäre kommerzielle Satellit. Die Kosten für das Projekt wurden auf mehr als 500 Millionen Dollar geschätzt.
Im März 2012 übernahm die Dish Network Corporation (EchoStar) das Unternehmen TerreStar und nannte den Satelliten in EchoStar T1 um.

## Senden/Empfang
EchoStar T1 nutzt das S-Band zwischen 2,0 und 2,2 GHz mit Hilfe einer 18 Meter großen Antenne, die über ein Phasenarray bis zu 500 Ausleuchtungszonen erzeugen kann. Er stellt mobile Sprach-, Daten-, Überwachungs- und Nachrichtendienste in den USA und in weiten Gebieten von Alaska bis Hawaii und Puerto Rico zur Verfügung. Die dafür benötigten Mobilterminals sind dank der hohen Sendeleistung des Satelliten nicht größer als normale Handys, die auch ohne größere Antenne auskommen. Die Verbindung zu den Bodenstationen erfolgt über eine normale Ku-Band-Antenne.